# Чемпионат Уругвая по футболу 1954
Примера А Уругвая по футболу 1954 года — очередной сезон лиги. Турнир проводился по двухкруговой системе в 18 туров. Все клубы из Монтевидео. Клуб, занявший последнее место, выбыл из лиги.

## Таблица
| №  | Клуб                 | И  | В  | Н | П  | Заб | Проп | Очки |
| 1  | Пеньяроль            | 18 | 14 | 4 | 0  | 49  | 11   | 32   |
| 2  | Насьональ            | 18 | 9  | 4 | 5  | 34  | 17   | 22   |
| 3  | Данубио              | 18 | 9  | 4 | 5  | 29  | 23   | 22   |
| 4  | Рампла Хуниорс       | 18 | 7  | 5 | 6  | 25  | 26   | 19   |
| 5  | Дефенсор             | 18 | 6  | 6 | 6  | 25  | 27   | 18   |
| 6  | Серро                | 18 | 6  | 5 | 7  | 21  | 26   | 17   |
| 7  | Ливерпуль            | 18 | 5  | 7 | 6  | 25  | 34   | 17   |
| 8  | КА Ривер Плейт       | 18 | 4  | 8 | 6  | 20  | 29   | 16   |
| 9  | Монтевидео Уондерерс | 18 | 2  | 6 | 10 | 17  | 29   | 10   |
| 10 | Мирамар              | 18 | 1  | 5 | 12 | 19  | 42   | 7    |

## Матчи

### Тур 1
| Пеньяроль — Дефенсор 5:1     |
| Серро — Мирамар Мисьонес 3:1 |
| Ливерпуль — Ривер Плейт 1:0  |
| Данубио — Рампла Хуниорс 2:1 |
| Насьональ — Уондерерс 1:0    |

### Тур 2
| Насьональ — Серро 1:0            |
| Ривер Плейт — Уондерерс 2:1      |
| Ливерпуль — Данубио 1:0          |
| Рампла Хуниорс — Дефенсор 0:0    |
| Пеньяроль — Мирамар Мисьонес 3:0 |

### Тур 3
| Пеньяроль — Ривер Плейт 3:0    |
| Уондерерс — Дефенсор 0:0       |
| Данубио — Мирамар Мисьонес 1:0 |
| Рампла Хуниорс — Серро 2:0     |
| Насьональ — Ливерпуль 0:0      |

### Тур 4
| Рампла Хуниорс — Насьональ 1:0   |
| Ривер Плейт — Дефенсор 2:1       |
| Мирамар Мисьонес — Уондерерс 1:1 |
| Пеньяроль — Данубио 3:2          |
| Ливерпуль — Серро 1:1            |

### Тур 5
| Пеньяроль — Ливерпуль 5:0             |
| Дефенсор — Серро 3:2                  |
| Рампла Хуниорс — Мирамар Мисьонес 1:0 |
| Данубио — Уондерерс 3:2               |
| Насьональ — Ривер Плейт 4:0           |

### Тур 6
| Насьональ — Данубио 3:0         |
| Мирамар Мисьонес — Дефенсор 0:0 |
| Уондерерс — Ливерпуль 2:2       |
| Серро — Ривер Плейт 1:0         |
| Пеньяроль — Рампла Хуниорс 3:1  |

### Тур 7
| Ливерпуль — Рампла Хуниорс 2:2     |
| Пеньяроль — Уондерерс 4:0          |
| Данубио — Серро 2:1                |
| Ривер Плейт — Мирамар Мисьонес 2:1 |
| Дефенсор — Насьональ 2:0           |

### Тур 8
| Пеньяроль — Насьональ 1:1        |
| Рампла Хуниорс — Ривер Плейт 2:1 |
| Серро — Уондерерс 2:1            |
| Ливерпуль — Мирамар Мисьонес 1:0 |
| Данубио — Дефенсор 3:0           |

### Тур 9
| Мирамар Мисьонес — Насьональ 4:2 |
| Уондерерс — Рампла Хуниорс 1:1   |
| Данубио — Ривер Плейт 1:1        |
| Ливерпуль — Дефенсор 2:2         |
| Пеньяроль — Серро 3:0            |

### Тур 10
| Пеньяроль — Дефенсор 2:0     |
| Серро — Мирамар Мисьонес 1:1 |
| Ливерпуль — Ривер Плейт 3:3  |
| Данубио — Рампла Хуниорс 4:2 |
| Уондерерс — Насьональ 3:1    |

### Тур 11
| Насьональ — Серро 0:0            |
| Ривер Плейт — Уондерерс 0:0      |
| Данубио — Ливерпуль 3:1          |
| Дефенсор — Рампла Хуниорс 3:2    |
| Пеньяроль — Мирамар Мисьонес 5:1 |

### Тур 12
| Пеньяроль — Ривер Плейт 0:0    |
| Дефенсор — Уондерерс 3:1       |
| Данубио — Мирамар Мисьонес 3:1 |
| Серро — Рампла Хуниорс 1:0     |
| Насьональ — Ливерпуль 5:1      |

### Тур 13
| Насьональ — Рампла Хуниорс 3:0   |
| Ривер Плейт — Дефенсор 0:0       |
| Уондерерс — Мирамар Мисьонес 3:2 |
| Пеньяроль — Данубио 1:0          |
| Серро — Ливерпуль 4:3            |

### Тур 14
| Пеньяроль — Ливерпуль 4:2             |
| Дефенсор — Серро 2:2                  |
| Рампла Хуниорс — Мирамар Мисьонес 3:1 |
| Данубио — Уондерерс 1:0               |
| Насьональ — Ривер Плейт 5:2           |

### Тур 15
| Насьональ — Данубио 0:0         |
| Дефенсор — Мирамар Мисьонес 2:0 |
| Ливерпуль — Уондерерс 2:0       |
| Ривер Плейт — Серро 1:0         |
| Пеньяроль — Рампла Хуниорс 2:2  |

### Тур 16
| Рампла Хуниорс — Ливерпуль 1:0     |
| Пеньяроль — Уондерерс 0:0          |
| Данубио — Серро 1:1                |
| Ривер Плейт — Мирамар Мисьонес 4:4 |
| Насьональ — Дефенсор 2:1           |

### Тур 17
| Пеньяроль — Насьональ 1:0        |
| Рампла Хуниорс — Ривер Плейт 1:1 |
| Серро — Уондерерс 1:0            |
| Ливерпуль — Мирамар Мисьонес 1:1 |
| Дефенсор — Данубио 4:2           |

### Тур 18
| Насьональ — Мирамар Мисьонес 6:1 |
| Рампла Хуниорс — Уондерерс 3:2   |
| Данубио — Ривер Плейт 1:1        |
| Ливерпуль — Дефенсор 2:1         |
| Пеньяроль — Серро 4:1            |